# Mangareia maculata
Mangareia maculata är en spindelart som beskrevs av Forster 1970. Mangareia maculata ingår i släktet Mangareia och familjen Desidae. Inga underarter finns listade i Catalogue of Life.